# Rollainville
Rollainville és un municipi francès, situat al departament dels Vosges i a la regió del Gran Est. L'any 2007 tenia 327 habitants.

## Demografia

### Població
El 2007 la població de fet de Rollainville era de 327 persones. Hi havia 128 famílies, de les quals 24 eren unipersonals (16 homes vivint sols i 8 dones vivint soles), 48 parelles sense fills, 52 parelles amb fills i 4 famílies monoparentals amb fills.
La població ha evolucionat segons el següent gràfic:
Habitants censats

### Habitatges
El 2007 hi havia 138 habitatges, 128 eren l'habitatge principal de la família, 3 eren segones residències i 7 estaven desocupats. 134 eren cases i 4 eren apartaments. Dels 128 habitatges principals, 112 estaven ocupats pels seus propietaris i 16 estaven llogats i ocupats pels llogaters; 1 tenia una cambra, 1 en tenia dues, 10 en tenien tres, 25 en tenien quatre i 91 en tenien cinc o més. 107 habitatges disposaven pel capbaix d'una plaça de pàrquing. A 47 habitatges hi havia un automòbil i a 73 n'hi havia dos o més.

### Piràmide de població
La piràmide de població per edats i sexe el 2009 era:
| Homes | Edats   | Dones |
| ----- | ------- | ----- |
| 0     | 95 o +  | 0     |
| 0     | 90 a 94 | 0     |
| 4     | 85 a 89 | 0     |
| 0     | 80 a 84 | 0     |
| 4     | 75 a 79 | 8     |
| 20    | 70 a 74 | 0     |
| 4     | 65 a 69 | 8     |
| 8     | 60 a 64 | 16    |
| 8     | 55 a 59 | 4     |
| 16    | 50 a 54 | 12    |
| 8     | 45 a 49 | 4     |
| 4     | 40 a 44 | 8     |
| 12    | 35 a 39 | 16    |
| 24    | 30 a 34 | 16    |
| 4     | 25 a 29 | 8     |
| 4     | 20 a 24 | 4     |
| 12    | 15 a 19 | 8     |
| 4     | 10 a 14 | 28    |
| 12    | 5 a 9   | 20    |
| 20    | 0 a 4   | 4     |

## Economia
El 2007 la població en edat de treballar era de 204 persones, 140 eren actives i 64 eren inactives. De les 140 persones actives 132 estaven ocupades (71 homes i 61 dones) i 8 estaven aturades (4 homes i 4 dones). De les 64 persones inactives 28 estaven jubilades, 20 estaven estudiant i 16 estaven classificades com a «altres inactius».

### Ingressos
El 2009 a Rollainville hi havia 128 unitats fiscals que integraven 338,5 persones, la mediana anual d'ingressos fiscals per persona era de 17.921 €.

### Activitats econòmiques
Dels 6 establiments que hi havia el 2007, 1 era d'una empresa de fabricació d'altres productes industrials, 1 d'una empresa de construcció, 1 d'una empresa de comerç i reparació d'automòbils, 1 d'una empresa immobiliària i 2 d'empreses de serveis.
Dels 2 establiments de servei als particulars que hi havia el 2009, 1 era un taller d'inspecció tècnica de vehicles i 1 lampisteria.
Dels 2 establiments comercials que hi havia el 2009, 1 era una botiga de més de 120 m² i 1 una botiga d'electrodomèstics.
L'any 2000 a Rollainville hi havia 4 explotacions agrícoles.

## Poblacions més properes
El següent diagrama mostra les poblacions més properes.